# 日産・R89C
日産・R89Cは、日産自動車が1989年に開発・製作した全日本スポーツプロトタイプカー耐久選手権（JSPC）、世界スポーツプロトタイプカー選手権（WSPC）、およびル・マン24時間レース参戦用のグループCカーである。

## 概要
1989年より日産がWSPCに本格参戦するのに合わせて製作された。前年型R88Cはマーチ製だったが、R89Cはローラカーズの製作となった。デザインコンセプトを日産が、設計・製作はローラが担当し、日産側からは水野和敏が開発に参加している。ローラによるシャシーの呼称はT89/10。日産がグループCにローラを使用するのは、1985年から1986年に掛けて柳田春人らがドライブしたT810（フェアレディZC）以来だった。R89Cは日産初のカーボンモノコックのCカーだった。
ル・マン24時間レース参戦を強く意識し、車体は全体に低いシルエットを持ち、リアタイヤにはカバーが掛けられて空気抵抗の低減が徹底されている。ル・マン仕様は、当時のサルト・サーキットに存在した6 kmに及ぶ直線“ユノディエール”に対応するため、前後とも17インチタイヤを採用しており、よりフラットな印象を与えている。
R89C-01 - 04の計4台が製作され、R89C-01、R89C-04がWSPCを戦うニッサン・モータースポーツ・ヨーロッパ（NME）が、R89C-02、R89C-03がJSPCを戦うNISMOがそれぞれ使用した。
エンジンは3.5リットルV型8気筒ツインターボのVRH35。エンジンをシャシー構造の一部とするストレスマウント方式を採用しているのが特徴。
タイヤは前年までJSPCにおいてブリヂストンを用いていたが、1989年シーズンから国内、国外ともダンロップを使用する。

## 戦績
イギリス・スネッタートンにおいて1989年4月3日 - 5日にR89C-01のシェイクダウンテストを行った後、4月15日 - 18日にかけてアメリカのアリゾナで高速耐久テストを行う。このテストで最高速度386 km/hを記録した。その後ヨーロッパに戻り4月26日 - 28日フランス・ポール・リカールのテストではR89C-01はル・マン仕様で、新たに完成したR89C-02はWSPC仕様でテストを行い、5月2日 - 4日にフランス・ディジョン行われた合同テストには2台のR89Cが持ち込まれ、このテストには長谷見昌弘、星野一義の両ドライバーも参加した。
WSPCにはNME（1台エントリー、1台Tカー）が、JSPCにはNISMO（2台エントリー）がそれぞれ参戦した。

### WSPC・ル・マン24時間レース・ADACスーパーカップ
R89CはWSPC第2戦ディジョンでデビューした。デビュー戦ながら予選6位の好位置を獲得。しかし決勝ではウインドスクリーンにクラックが入るトラブルが2度も起こり15位に終わった。
この年WSPCシリーズから外れたル・マン24時間にはNME、NISMO、エレクトラモーティブから1台ずつの3台がエントリー。予選12位からスタートした24号車（NME）は、2周目5位、3周目4位、4周目3位とレース開始とともに大きく順位を上げたが5周目のミュルサンヌでザウバー・メルセデスをかわそうとしてスピンしレースを終えた。日本人クルーの乗る23号車は予選19位から着実に走り、5時間目には4位にまで順位を上げていた。しかし深夜になってオーバーヒートでリタイヤした。エレクトラモーティブが走らせる25号車も予選15位から5位にまで順位を上げていた16時間目にエンジントラブルによってリタイヤした。
WSPC第3戦ハラマでは予選6位からスタート。決勝はタイヤの摩耗に苦しみ8位に終わった。
続くWSPC第4戦ブランズハッチからマシンをモデファイ。リヤに19インチタイヤを採用し、ブレーキディスクをカーボン化。またリヤタイヤのスパッツは撤去された。予選は4位。決勝では順調に順位を上げザウバー・メルセデス61号車に次ぐ2位につけていた19周目、ザウバーを抜こうとしてコースアウトしリタイヤ。
NMEは第4戦ブランズハッチの後、ドイツ国内スプリントレース・ADACスーパーカップ第4戦ディープホルツに出場。マーティン・ドネリーの手により優勝した。
WSPC第5戦はニュルブルクリンクで行われた。これまでスタートドライバーを担当していたジュリアン・ベイリーはル・マン、ブランズハッチでのミスによってその座をはく奪されアンドリュー・ギルバート＝スコットがスタートドライバーを務めた。予選4位からスタートしたR89Cは18周目ザウバー・メルセデスを交わしてトップに立ち後続との差を広げた。しかし次第に燃費が苦しくなり、終盤にザウバーの2台とヨーストポルシェにかわされ4位に後退。その後ラストラップの最終コーナーで燃料切れによりリタイアした。
WSPC第6戦ドニントン。予選3位の好位置からスタートしたR89Cは決勝でも序盤の混戦を抜け出し独走、ザウバー・メルセデスの2台がこれを追う展開となる。ニュルブルクリンクの時のような燃費の不安もなく優勝の可能性もあったが、終盤ピット作業でペナルティを受け、さらに右リヤタイヤのスローパンクチャーにも見舞われペースを落としたが3位に入り本格参戦後初の表彰台を獲得した。
予選7位からスタートしたWSPC第7戦スパ・フランコルシャンではソフトタイヤでスタートした序盤はペースが上がらなかったが、ハードタイヤ交換後着実に順位を上げて3位に入り2戦連続表彰台を獲得した。
スパの後、再びADACの第5戦ニュルブルクリンクにジュリアン・ベイリーのドライブにより参戦し3位表彰台を得た。
WSPC最終戦メキシコではバンピーな路面に苦しみ予選8位。決勝では上位グループでレースを進めたが、残り2周になってエンジントラブルが起こり12位に終わった。
シリーズランキング5位は、1989年からフル参戦した4メーカー（日産・トヨタ・アストンマーティン・マツダ）の中では最高の成績である。
1990年のル・マン24時間レースにはフランスのクラージュがR89Cで出場し予選29位。決勝はトラブル続出の中22位で完走した。

### JSPC
JSPCでのR89Cのデビュー戦は第3戦富士500マイルで23号車が予選3位、24号車が予選4位につけた。決勝では2台のペースは速く後続を引き離して1-2体制を築いたが、32周目24号車がエンジントラブルで後退。かわって23号車がトップに立ったが37周目、燃料ポンプのトラブルでリタイアした。一度は後退した24号車はその後追い上げ2位にまで順位を挽回したが、右リヤタイヤをバーストさせリタイアした。
次の第4戦鈴鹿1000kmは決勝は台風により延期され予選のみ行われたが、このレースからJSPC仕様車でもリヤタイヤが19インチ化された。
第5戦富士1000kmは雨の中行われた。予選6位からスタートした23号車はオープニングラップの1コーナーで水に乗りコースアウトしリタイア。予選11位からスタートした24号車は8位に終わった。
延期になっていた第4戦鈴鹿1000kmは12月に行われた。23号車はテストでマシンをクラッシュさせて不参加。予選3位の24号車は予選2位のトヨタ36号車が最後尾スタートとなったためフロントローからスタートした。上位グループでレースを進めていたがスピンアウトし大きく後退、トップから37周遅れの10位に終わった。
当時ポルシェ・962CをドライブしてJSPCに参戦していた岡田秀樹は、当時AUTOSPORT誌に連載していたコラムでライバルであるR89Cを「あのマシンはとんでもなく速い」と評している。
このR89Cをベースに、ローラは翌年型R90CKを開発。日本の日産本社はR89CのモノコックをベースにR90CPを開発した。

## R90V
1990年、1991年のJSPC及び1990年のWSPC第1戦鈴鹿、ル・マン24時間レースにチーム・ルマンがR89CをベースとしたマシンR90Vで出場したのでここに記す。R90VはR89CにR90CPのサスペンションを組み込んだマシンでルマンがメンテナンスを行い、タイヤはヨコハマタイヤを使用した。
1990年はJSPC第3戦富士500マイルでの6位入賞以外目立った成績を残していないが、雨で中止になった第2戦富士1000kmでポールポジションを獲得している。他車がレインタイヤで予選を行うなか、和田孝夫がカットスリックでアタックしてのポール獲得であった。
1991年の開幕戦富士500kmにはR91Vとして出場し4位入賞。第2戦からルマンはニューマシンR91VPを登場させるが、第3戦のレースでR91VPは大破炎上し使用不能になり、第4戦鈴鹿1000kmから再びR90Vを登場させる。その後第5戦 - 第7戦はR90VPとしてエントリーし第5戦菅生500kmでは5位に入賞した。